# Vallemaio
Vallemaio é uma comuna italiana da região do Lácio, província de Frosinone, com cerca de 1.052 habitantes. Estende-se por uma área de 19 km², tendo uma densidade populacional de 55 hab/km². Faz fronteira com Castelforte (LT), Castelnuovo Parano, Coreno Ausonio, San Giorgio a Liri, Sant'Andrea del Garigliano, Sant'Apollinare.

## Demografia
| Variação demográfica do município entre 1861 e 2011                               |
|                                                                                   |
| Fonte: Istituto Nazionale di Statistica (ISTAT) - Elaboração gráfica da Wikipedia |